# Attila Horváth
Attila Horváth, född 28 juli 1967 i Szombathely, död 13 november 2020 i Szombathely, var en ungersk friidrottare som tävlade i diskuskastning.
Horváth deltog vid VM 1991 i Tokyo där han blev bronsmedaljör. Vid VM 1995 i Göteborg slutade han på fjärde plats. Han blev vidare tia vid Olympiska sommarspelen 1996. Vid såväl VM 1997 och 1999 deltog han men blev utslagen i försöken.

## Personliga rekord
- Diskus - 68,58 från 1994